# Cerkiew św. Bazylego Wielkiego w Koniecznej
Cerkiew pod wezwaniem św. Bazylego Wielkiego – prawosławna cerkiew filialna w Koniecznej. Należy do parafii Opieki Matki Bożej w Zdyni, w dekanacie Gorlice diecezji przemysko-gorlickiej Polskiego Autokefalicznego Kościoła Prawosławnego.
Obiekt włączony do małopolskiego Szlaku Architektury Drewnianej.
Świątynia znajduje się przy drodze do Gładyszowa, około 500 m od granicy ze Słowacją.
Cerkiew drewniana, orientowana, trójdzielna. Wieża obita blachą, 3-kondygnacyjna, o konstrukcji zrębowej w części dolnej i szkieletowej w górnej. Nawa na planie kwadratu, oszalowana. Prezbiterium wieloboczne, częściowo oszalowane, w tylnej części obite blachą. Dachy kalenicowe, blaszane. Wewnątrz mieści się ikonostas (o rzadko spotykanym, schodkowym układzie ikon), przywieziony z Sambora w 1912. Sufit i ściany pokrywają polichromie. Obok świątyni znajduje się cmentarz z kwaterą żołnierzy poległych w czasie I wojny światowej.

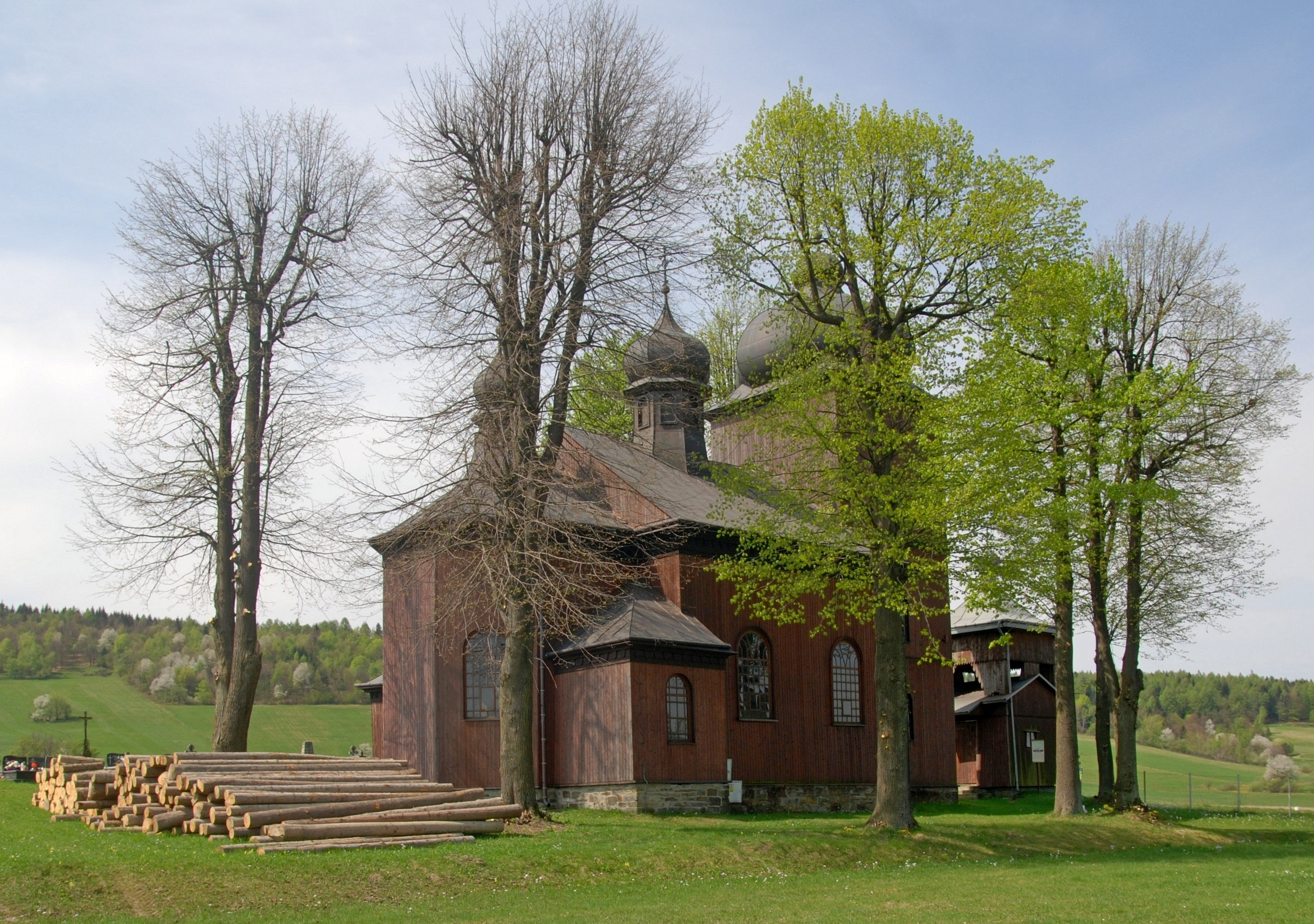
Elewacja północna
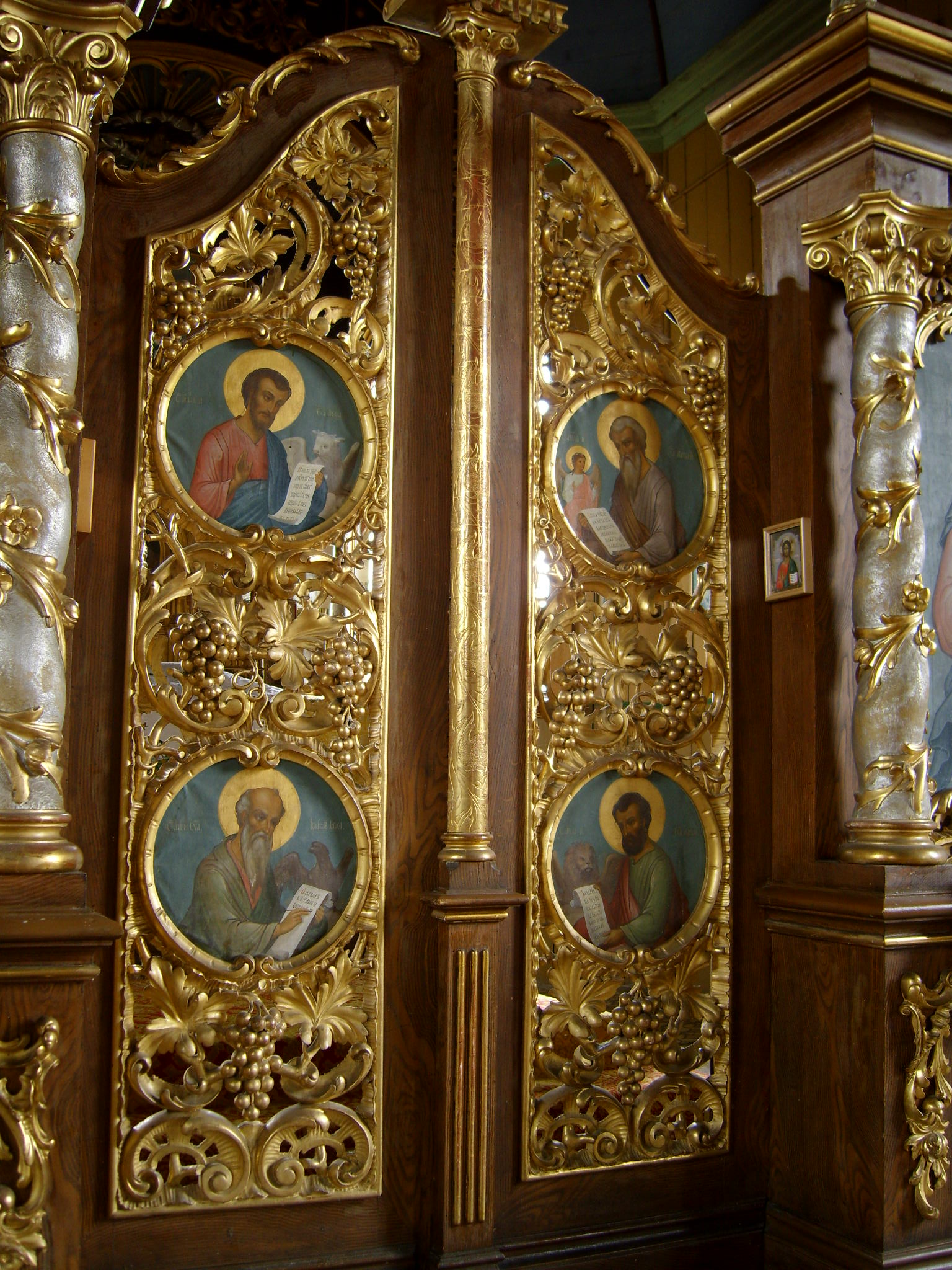
Carskie wrota
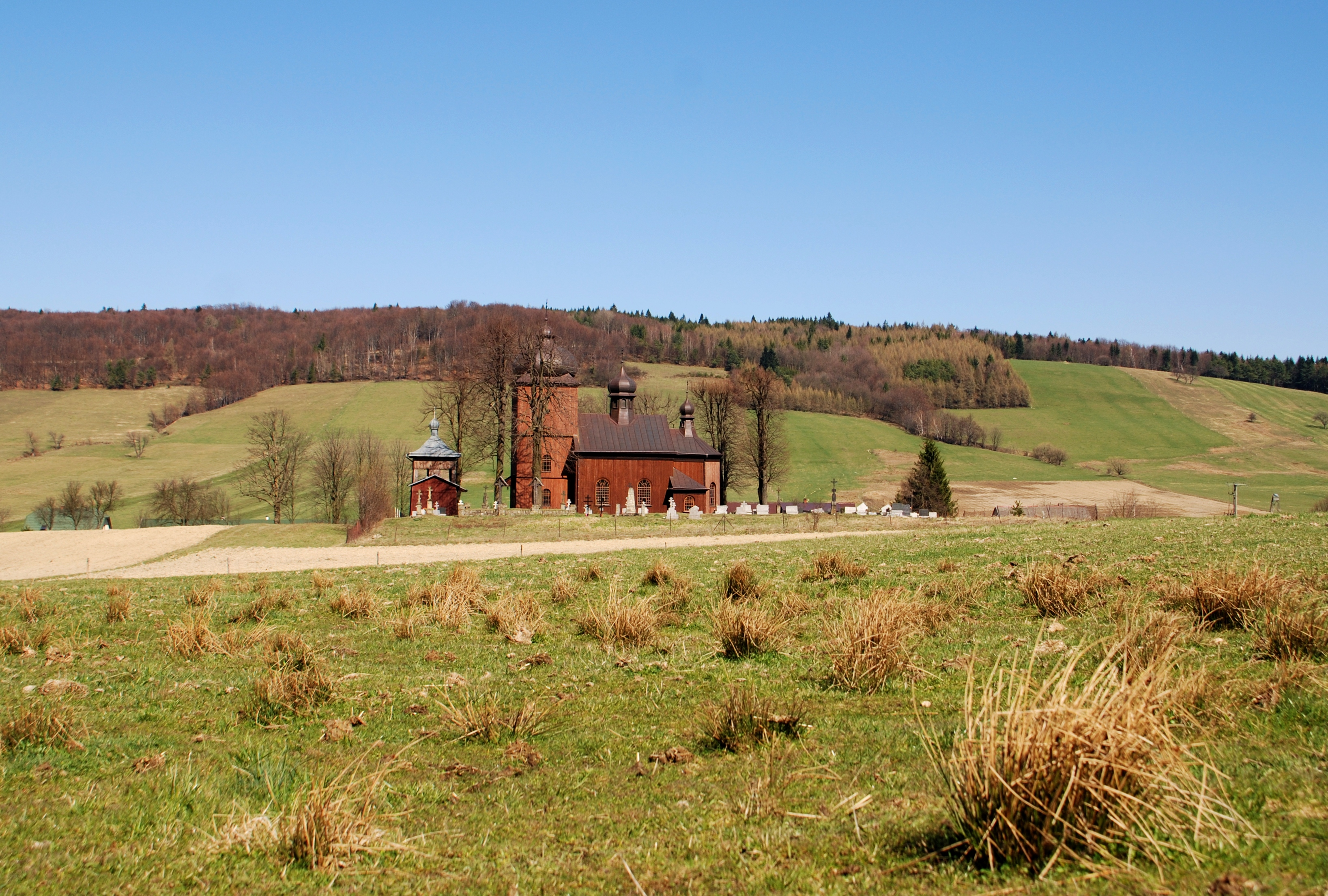
Widok ogólny

Cerkiew św. Bazylego Wielkiego zbudowano w latach 1903–1905 jako świątynię greckokatolicką. Po wysiedleniu ludności łemkowskiej w ramach akcji „Wisła” (1947), w obiekcie sporadycznie celebrowano msze rzymskokatolickie dla przybyłych osadników. Od 1957 (kiedy część Łemków powróciła na ojcowiznę) w cerkwi zaczęto również odprawiać nabożeństwa według obrządku bizantyjsko-ukraińskiego, co trwało do czasu aresztowania przez władze państwowe księdza greckokatolickiego (1961). Od tej pory wierni z Koniecznej pozostawali pod opieką duchownych prawosławnych z Bartnego. W dniu 29 lipca 1969 cerkiew została przekazana do użytkowania Polskiemu Autokefalicznemu Kościołowi Prawosławnemu jako świątynia filialna utworzonej w 1967 parafii w Zdyni. Od tego czasu cerkiew kilkakrotnie remontowano (po 1969, w latach 1996–1999, po 2004).
Na podstawie ustawy z dnia 17 grudnia 2009 o uregulowaniu stanu prawnego niektórych nieruchomości pozostających we władaniu Polskiego Autokefalicznego Kościoła Prawosławnego świątynia stała się wyłączną własnością tego Kościoła.
W 2. dekadzie XXI w. w ramach unijnego projektu „Wschodniosłowiańskie dziedzictwo kulturowe – konserwacja, renowacja i digitalizacja drewnianych cerkwi i ich wyposażenia w Małopolsce, na Podkarpaciu, Lubelszczyźnie i Podlasiu” przeprowadzono kolejny, kapitalny remont świątyni. Po jego zakończeniu, cerkiew została 21 lipca 2019 r. poświęcona przez arcybiskupa przemyskiego i gorlickiego Paisjusza.

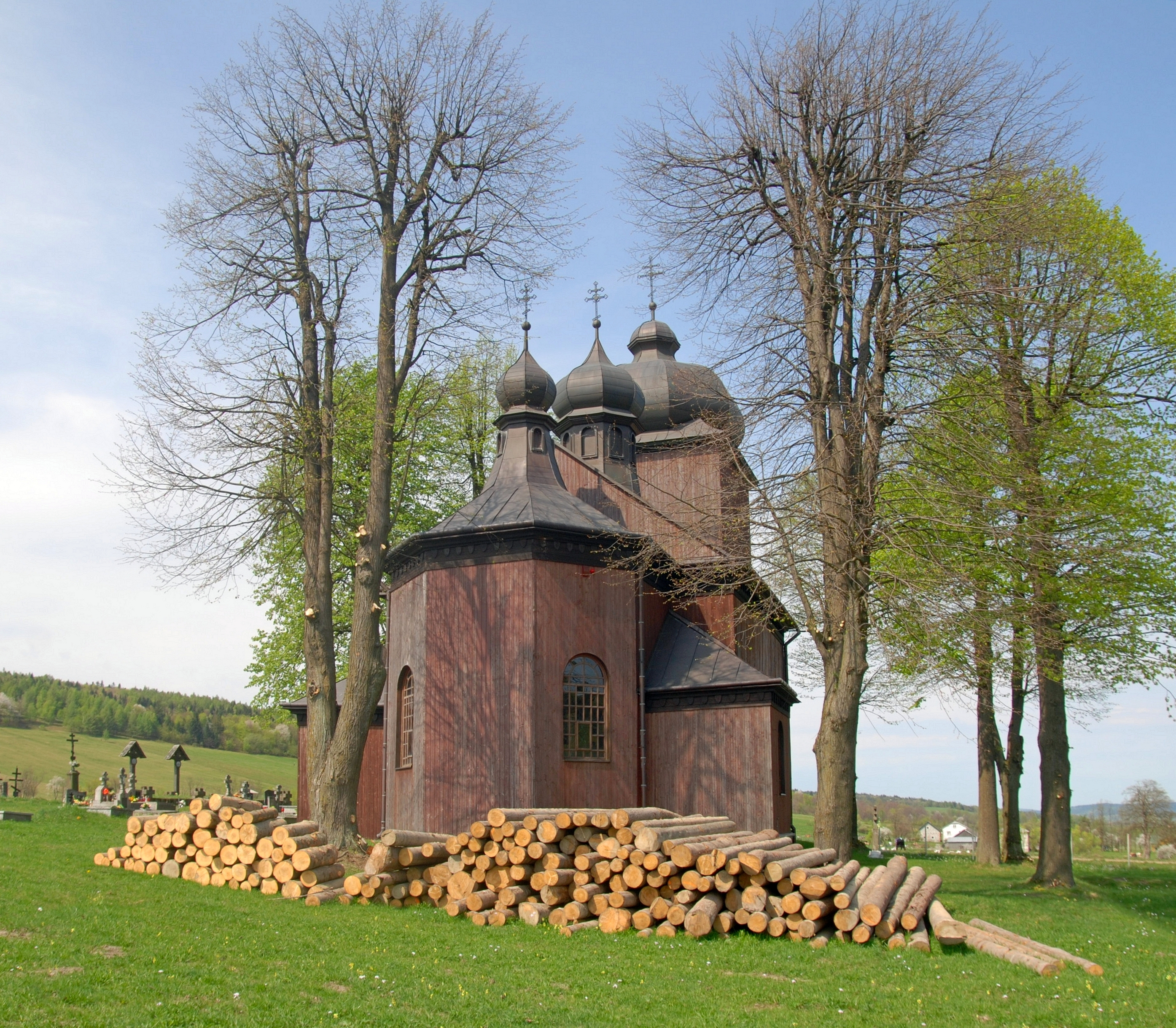
Widok od strony prezbiterium
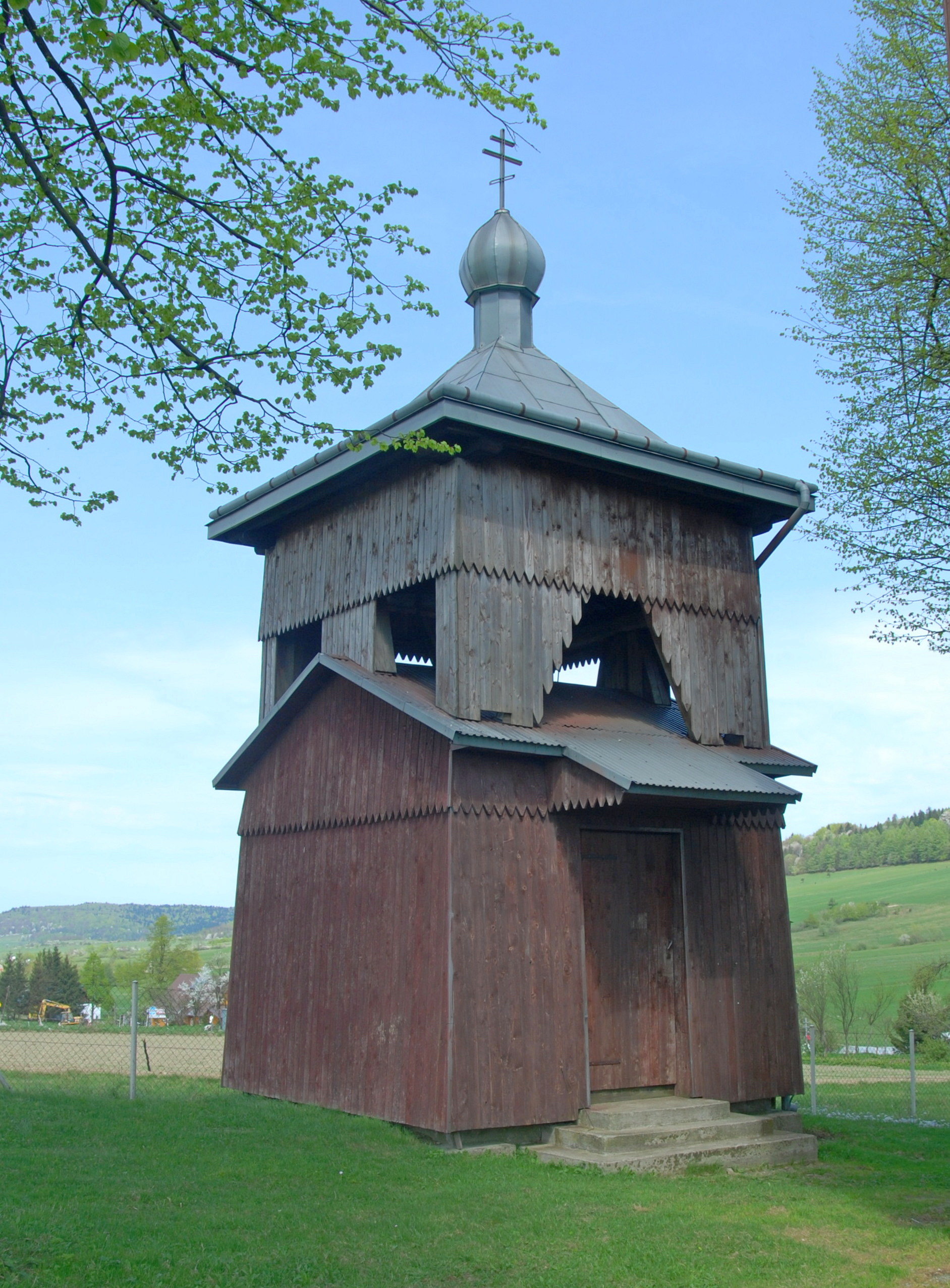
Dzwonnica
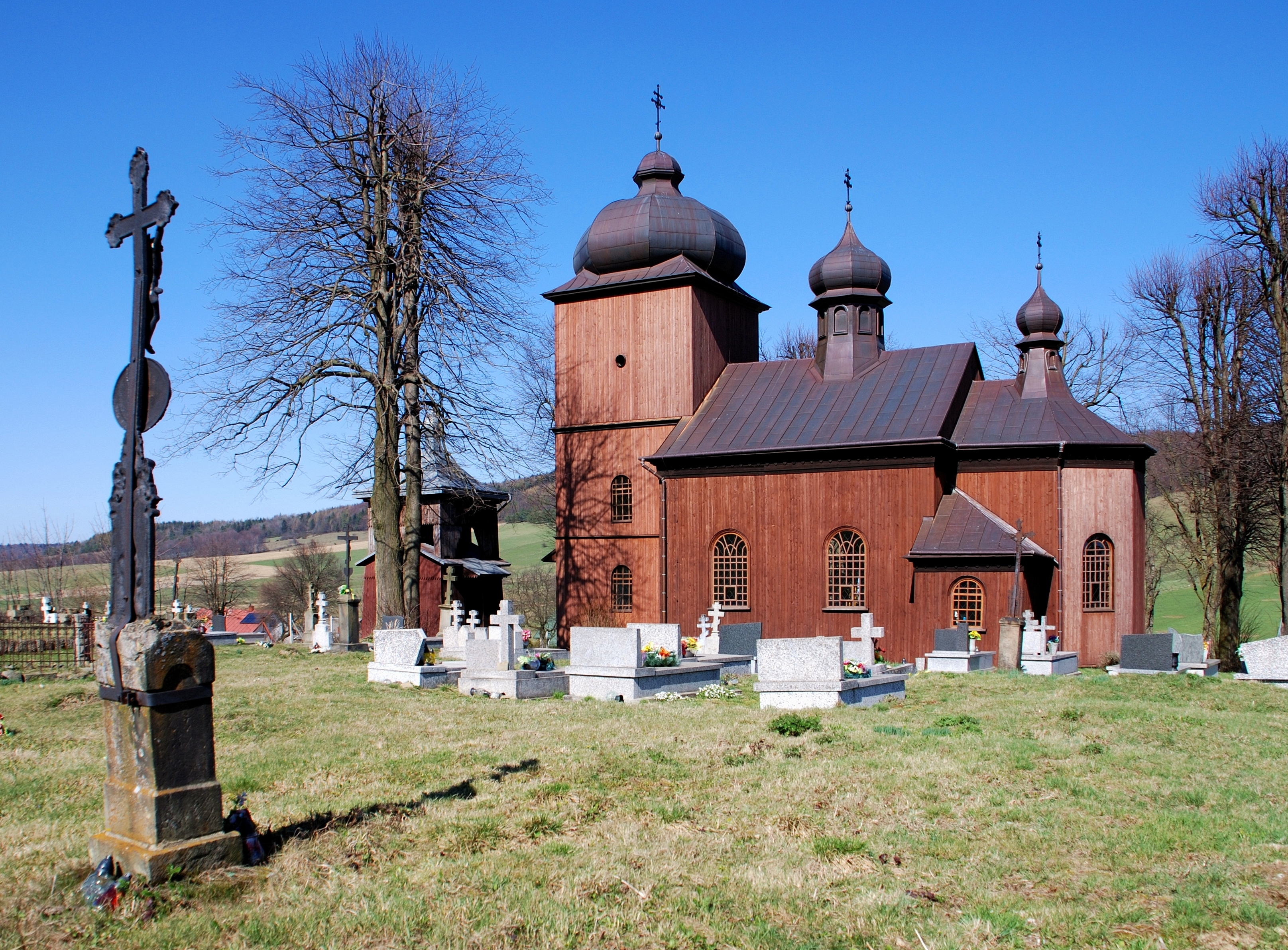
Przycerkiewny cmentarz

Uroczystość patronalna obchodzona jest 14 stycznia (według starego stylu 1 stycznia).
Cerkiew została wpisana do rejestru zabytków 20 czerwca 1994 pod nr A-747.